# 왕좌의 게임: 어 텔테일 게임즈 시리즈
《왕좌의 게임: 어 텔테일 게임즈 시리즈》(Game of Thrones)는 소설 얼음과 불의 노래를 기반으로 한 HBO의 드라마 왕좌의 게임의 설정을 기반으로 만든 어드벤처 게임으로 개발사는 텔테일 게임즈이다.

## 에피소드
총 여섯개의 에피소드로 나뉘어 있으며, 에피소드 1: "얼음에서 철을(Iron From Ice)"는 2014년 12월 2일 PC, 맥, 플레이스테이션 4로 출시했으며, 그 다음 날인 12월 3일에 엑스박스 원과 엑스박스 360에 출시되었다. 12월 4일에 iOS로도 출시하여 아이폰으로도 할 수 있게 되었으며, 12월 9일엔 플레이스테이션 3로도 출시했다.
에피소드 2: "길 잃은 군주들(The Lost Lords)"은 2015년 2월 3일에 PC, 맥, 플레이스테이션 3/4에 출시되었으며, 그 다음 날인 2월 4일에 엑스박스 원/360으로도 출시, 2월 5일에 iOS와 안드로이드에도 출시되었다.
에피소드 3: "암흑 속의 검(The Sword In The Darkness)"은 2015년 3월 24일 PC, 맥, 플레이스테이션 3/4에 출시되었으며, 같은 달 25, 26일에 엑스박스 원/360과 iOS, 안드로이드로도 출시되었다.
나머지 에피소드들은 아직 출시하지 않았으며, 출시일 역시 미정인 상태다.

## 기타
특이하게도 중요인물 1~2명을 번갈아가며 했던 전작과는 달리 한 에피소드에 4명의 플레이어블 캐릭터가 있는등 여러 캐릭터가 나온다. 그리고 원작에 등장하는 캐릭터들은 모두 원작의 실제 배우들의 목소리로 말한다.
| 게임                                      | 메타크리틱                                       |
| ----------------------------------------- | ------------------------------------------------ |
| Episode One – Iron from Ice               | PC: 75/100 PS4: 77/100 X360: 72/100 XONE: 80/100 |
| Episode Two – The Lost Lords              | PC: 73/100 PS4: 69/100 XONE: 76/100              |
| Episode Three – The Sword in the Darkness | PC: 77/100 PS4: 70/100 XONE: 80/100              |
| Episode Four – Sons of Winter             | PC: 77/100 PS4: 73/100 XONE: 80/100              |
| Episode Five – A Nest of Vipers           | PC: 74/100 PS4: 77/100 XONE: 72/100              |
| Episode Six – The Ice Dragon              | PC: 70/100 PS4: 75/100 XONE: 80/100              |
| Game of Thrones: A Telltale Games Series  | PC: 64/100 PS4: 69/100                           |